# Ononis hesperia
Espèce
Ononis hesperia est une espèce de plantes à fleurs de la famille des Fabaceae originaire des îles Canaries et du Maroc.

## Synonymes
- Ononis natrix subsp. hesperia Maire

La plante est appelée localement Taboire de arenas.

## Description
C'est une plante vivace buissonnante de 40 à 60 cm de haut, aux fleurs jaunes, avec l'arrière de l'étendard strié de rouge

## Répartition
L'espèce est originaire des îles Canaries et du Maroc, dans les dunes côtières.